# E843 (trasa europejska)
E843 – trasa europejska biegnąca przez Włochy. Zaliczana do tras kategorii B droga łączy Bari z Tarentem. Symbolem E843 oznaczona jest autostrada A14.

## Przebieg trasy
- Bari E55
- Tarent E90